# Cesáreo Rivera
Cesáreo Rivera Abraldes fue un político federal republicano gallego del siglo XIX. Fue alcalde en el Sexenio democrático (1868-1873) en Ribadavia , diputado a Cortes Constituyentes en 1873, activo militante del Partido Republicano Federal; formó parte de la comitiva orensana del Partido Republicano Federal que el 18 de julio de 1869 firmó el pacto republicano federal galaico-astur en La Coruña. Perteneció a la masonería. Se conserva en el cementerio civil de Ribadavia un cenbotafio en su honor levantado en 1931.
- Datos: Q5763847